# کشور زنگ‌ها
کشور زنگ‌ها (ایتالیایی: Il paese dei campanelli) یک فیلم به کارگردانی ژان بوایه است که در سال ۱۹۵۴ منتشر شد. از بازیگران آن می‌توان به کارلو داپورتو، سوفیا لورن، ماریو ریوا، رزیتا پیزانو، آلدا مانجینی، فائوستو گوئرتسونی، آکیله تولیانی، ماریو فِرِرا و نینو وینجلی اشاره کرد.